# Phang-xi-pang
Phăng-xi-păng är det högsta berget i Vietnam (3 143 meter över havet). Det ligger i det nordvästra hörnet av landet (nära gränsen mot Laos och Kina), inte långt ifrån den gamla franska turistorten Sapa. Det är lättast att ta sig hit med buss eller tåg från Hanoi. Klättringar upp till toppen tar normalt två eller tre dagar. På 1 500 meters höjd finns en by och vid 2 800 meter ett övernattningsläger.